# Guerra russo-polacca (1654-1667)
La guerra russo-polacca (1654-1667) anche chiamata guerra di Ucraina, fu l'ultimo grande conflitto tra il Regno russo e la Confederazione Polacco-Lituana. La guerra si concluse con una significativa espansione territoriale russa e segnò l'inizio del ruolo russo di grande potenza politica e militare nell'Europa dell'est.

## Antefatto
Il conflitto fu generato dalla Rivolta di Chmel'nyc'kij, una ribellione dei cosacchi ucraini contro la Confederazione polacco-lituana. Il leader cosacco, Bohdan Chmel'nyc'kij, ottenne un importante aiuto da Alessio I di Russia in cambio della sua alleanza con lo zar. Per quanto desideroso di schiacciare lo scomodo vicino, Alessio I attese ad ogni modo sino al 1653 per attaccare la Polonia. Dopo che i cosacchi ebbero ratificato l'accordo di alleanza durante il consiglio di Perejaslav, la guerra russo-polacca divenne inevitabile.

## L'invasione della Confederazione
Nel luglio 1654 l'esercito russo con 41 000 uomini al comando nominale dello zar (ma in realtà comandato dai principi Jakov Čerkasskij, Nikita Odoevskij e Ivan Chovanskij) catturò i forti al confine presso Belyj e Dorogobuž, ponendo poi assedio a Smolensk.
La posizione russa a Smolensk venne minacciata dal principe lituano Janusz Radziwiłł, giunto sul posto con 10 000 uomini da Orša, poco più a ovest. Čerkasskij allora occupò Orsha; le forze al suo comando, guidate dallo kniaz (duca) Jurij Barjatinskij, costrinsero Radziwill alla ritirata dopo la battaglia di Škloŭ (nota anche come battaglia di Szkłów, che ebbe luogo durante l'eclissi solare del 12 agosto 1654, segno che entrambe le parti interpretarono come positivo. Radziwiłł venne nuovamente sconfitto dodici giorni dopo nella battaglia di Šapjalevičy. Dopo tre mesi di assedio, Smolensk - il principale obbiettivo della precedente guerra del 1632/34, nota appunto come guerra di Smolensk - cadde nelle mani dei russi il 23 settembre.
Nel contempo, il principe Aleksej Trubeckoj guidò il fianco meridionale dell'esercito russo da Brjansk in Ucraina. Il territorio tra il Dnepr e la Berezina venne conquistato con facilità, con Trubeckoj che espugnò Mscislaŭ e Roslavl' d i suoi alleati ucraini conquistarono Homel'. Il fianco nord capeggiato da V. B. Šeremetev partì da Pskov ed assediò le città lituane di Nevel' (1º luglio), Polock (17 luglio) e Vicebsk (17 novembre).
Le truppe dello zar giunsero a dicembre nella Livonia polacca e si stabilirono tra Ludza e Rēzekne. Allo stesso tempo, le forze combinate di Chmel'nyc'kyj e di un boiardo russo, tale Buturlin, colpirono la Volinia. Nonostante i disaccordi scoppiati tra comandanti, i soldati russi furono in grado di conquistare Ostroh e Rivne per il finire dell'anno.

## La campagna del 1655
Durante l'inverno e la primavera del 1655, il principe Radziwiłł lanciò una controffensiva in Bielorussia, riprendendo il possesso di Orša ed assediando Mahilëŭ. Questo assedio continuò per tre mesi senza esito. A gennaio, Šeremetev e Chmel'nyc'kyj vennero sconfitti nella battaglia di Ochmativ, mentre un secondo esercito polacco (alleato con i tartari) schiacciò il contingente russo-ucraino presso Žaškov.
Allarmato da questo cambio di situazione, lo zar affrettò il lancio di una grande offensiva. Le forze lituane offrirono poca resistenza e consegnarono Minsk ai cosacchi ed a Čerkasskij il 3 luglio. Vilnius, capitale del granducato di Lituania, venne presa dai russi il 31 luglio. A questo successo seguirono le conquiste di Kaunas e Hrodna in agosto.
Il principe Volkonskij salpò per Kiev lungo il Dnepr e il Pryp"jat', battendo i lituani e prendendo possesso di Pinsk lungo il percorso. Le unità di Trubeckoj conquistarono Slonim e Kleck, mentre Šeremetev riuscì a raggiungere ed assediare Veliž il 17 giugno. Una guarnigione lituana continuava a resistere all'assedio dei cosacchi presso Starij Bikhov, quando Chmel'nyc'kyj e Buturlin erano già attivi in Galizia. Attaccarono la città polacca di Leopoli a settembre ed entrarono a Lublino dopo la sconfitta di Paweł Jan Sapieha presso Brėst.

## Armistizio e campagna contro Vihovskij
L'avanzata dei russi nei territori della Confederazione Polacco-Lituana portò il regno di Svezia ad invadere la Polonia nel 1655 sotto la guida di re Carlo X.
Il ministro plenipotenziario russo Afanasij Ordin-Naščokin aprì allora negoziati coi polacchi e siglò un armistizio, la pace di Vilna, il 2 novembre. Dopo di ciò, le forze russe marciarono sulla Livonia svedese ed assediarono Riga scatenando la guerra russo-svedese (1656-1658). Chmel'nyc'kyj si schierò con lo zar. Ivan Vihovs'kyj, il nuovo atamano eletto nel 1657 dopo la morte di Chmel'nyc'kyj, cambiò fronte e si alleò coi polacchi nel settembre del 1658, stipulando il trattato di Hadjač che prevedeva la creazione del Granducato di Rutenia. Ad ogni modo, i russi considerarono nullo questo trattato perché i cosacchi nel 1654 avevano già concluso con la Russia il trattato di Perejaslav che li poneva sotto la protezione russa.
Lo zar concluse con la Svezia il vantaggioso trattato di Valiesar, che gli permise di riprendere le ostilità contro i polacchi già nell'ottobre del 1658, catturando Wincenty Gosiewski durante la battaglia di Verkiai. A nord, il tentativo di Sapieha di assediare Vilnius venne interrotto dal principe Jurij Dolgorukov l'11 ottobre. A sud, l'ucraino Vyhovs'kyj non riuscì a strappare Kiev dal controllo di Šeremetev. Nel luglio del 1659, ad ogni modo, Vihovs'kyj e i suoi tartari alleati inflissero una pesante sconfitta nell'ambito della battaglia di Konotop all'esercito di Trubeckoj, assediando in seguito la città di Konotop.

Azioni della guerra russo-polacca del 1654-1667

La minaccia ai russi venne ad ogni modo risolta durante la loro conquista dell'Ucraina quando Vyhovs'kyj perse la sua alleanza con il Khanato di Crimea per via della campagna di Ivan Sirko.
Sorse una rivolta in Ucraina dove Vihovs'kyj permaneva con alcune guarnigioni polacche. Durante la rivolta morì sul campo un nobile ucraino, Jurij Nemirijč, considerato il vero fautore del trattato di Hadyač. Assieme all'Uman colonnello Mychajlo Chanenko, Sirko guidò un'insurrezione su vasta scala per tutta l'Ucraina. I cosacchi ammutinati richiesero la resa di Vihovs'kyj dei suoi titoli di atamano e rielessero il figlio di Chmel'nyc'kyj, Jurij, quale nuovo atamano d'Ucraina. Entrambe le forze in conflitto si scontrarono presso il villaggio di Hermanivka. Il resto dei cosacchi disertò Vihovs'kyj e si schierò con Jurij Chmel'nyc'kyj, mentre Vihov'skyj venne lasciato con le truppe polacche e altri mercenari. Si tenne un consiglio di guerra con la partecipazione di ambo le parti in causa che elesse ufficialmente Chmel'nyc'kyj quale nuovo atamano.
Le forze russe rimasero bloccate a Konotop e tentarono di negoziare un trattato di pace. Ad ogni modo, i cambiamenti dei poteri ed il ruolo sempre crescente dell'atamanato cosacco sulla politica estera russa in Ucraina portarono a scenari diversi. Trubeckoj invitò Chmel'nyc'kyj a rinegoziare, ma si trattava solo di una trappola.

## La fine della guerra

Gran parte dell'area ad est indicata in mappa in colore arancio venne perduta dalla Confederazione Polacco-Lituana a favore della Russia nel 1667; il resto venne perduto col trattato di pace di Grzymułtowski del 1686.

La fortuna guardò la Confederazione Polacco-Lituana nel 1660. Re Giovanni II Casimiro di Polonia, conclusa la seconda guerra del nord contro la Svezia col trattato di Oliva, fu ora in grado di concentrare tutte le sue forze sul fronte orientale. Sapieha e Stefan Czarniecki sconfissero Chovanskij nella battaglia di Palonka il 27 giugno. Quindi, Potocki e Lubomirski attaccarono V. B. Šeremetev nella battaglia di Čudniv e lo costrinsero a capitolare il 2 novembre, dopo ave persuaso Jurij Chmel'nyc'kyj a ritirarsi il 17 ottobre. Questi fatti spinsero lo zar ad accettare la sottoscrizione del trattato di Kardis.
Sul finire del 1663, il re polacco-lituano attraversò il fiume Dnepr ed invase l'Ucraina. Gran parte dei villaggi lungo il suo percorso si arresero senza combattere, ma l'assedio di Hluchiv a gennaio gli costò un fallimento pesante e una seconda sconfitta la subì presso Novgorod-Sivers'kyj, al punto che la campagna ucraina risultò un fiasco sul piano militare. Le forze della Lituania in estate tentarono di battere il corpo d'armata di Chovanskij presso Vicebsk, ma furono soprattutto le campagne del 1664 a risultare disastrose.
I negoziati di pace si protrassero dal 1664 al gennaio del 1667, quando la guerra civile costrinse polacchi e lituani a concludere il trattato di Andrusovo, col quale la Confederazione cedette alla Russia la fortezza di Smolensk ed il territorio dell'Ucraina ad est del fiume Dnepr più la città di Kiev.
Oltre ai cambiamenti territoriali, questo conflitto rappresentò un cambiamento nella politica militare russa dal momento che in precedenza l'esercito russo era semi-permanente e mobilitato stagionalmente; dopo il conflitto l'esercito divenne stabile, preparando la strada alle imprese di Pietro il Grande e Caterina la Grande nel secolo successivo.